# Anastàsia de Rússia (gran duquessa de Mecklenburg-Schwerin)
Anastàsia de Rússia (Peterhoff, 28 de juliol de 1860 - Eze, França, 1922) fou una Gran duquessa de Rússia que es convertí en gran duquessa de Mecklenburg-Schwerin pel seu matrimoni amb el gran duc sobirà d'aquest territori de l'Alemanya septentrional.
Nascuda el 1860 al palau imperial de Peterhoff als voltants de Sant Petersburg. Anastàsia era la segona filla del gran duc Miquel de Rússia i de la princesa Cecília de Baden. La gran duquessa era neta del tsar Nicolau I de Rússia i de la princesa Carlota de Prússia per part de pare, mentre que per part de mare ho era del gran duc Leopold I de Baden i de la princesa Sofia de Suècia.
El 24 de gener de 1879 la gran duquessa contragué matrimoni amb el gran duc Frederic Francesc III de Mecklenburg-Schwerin al Palau d'Hivern de Sant Petersburg. Frederic Francesc era fill del gran duc Frederic Francesc II de Mecklenburg-Schwerin i de la princesa Anna de Hessen-Darmstadt.
La parella s'instal·là a Schwerin i l'any 1883 esdevingueren gran ducs sobirans. La parella tingué tres fills:
- SAR la duquessa Alexandrina de Mecklenburg-Schwerin, reina de Dinamarca, nascuda el 1880 a Schwerin i morta el 1956 a Copenhaguen. Es casà amb el rei Cristià X de Dinamarca l'any 1898 a Canes.
- SAR el gran duc Frederic Francesc IV de Mecklenburg-Schwerin nascut el 1882 a Schwerin i mort el 1945 a Flensburg. Es casà amb la princesa Alexandra de Hannover.
- SAR la duquessa Cecília de Mecklenburg-Schwerin nascuda a Schwerin el 1887 i morta el 1954 a Bad Kissingen (Baden-Württemberg). Es casà a Berlín l'any 1905 amb el príncep hereu Guillem de Prússia

El seu matrimoni no fou especialment feliç i existeixen raons fonamentades per creure que el seu marit se suïcidà a la seva vil·la de la Costa Blava l'any 1897. El gran duc patia asma crònica i malgrat que la seva malaltia no era especialment greu tenia una gran por al futur que la malaltia li oferia. L'any 1897 fou atropellat per un automòbil sota el qual molt probablement es llançà per tal de suïcidar-se.